# Puppy Love
«Puppy Love» es el cuarto sencillo de S Club Juniors. Su B-Side fue la canción "Sleigh Ride". Fue lanzado el 9 de diciembre de 2002. El sencillo fue el primero y único del grupo realizado en un solo CD.

## Lista de temas
1. «Puppy Love» (versión del sencillo)
2. «Sleigh Ride»
3. «Sleigh Ride» (versión Karaoke)
4. «Puppy Love» (CD Rom y video musical)

- Datos: Q6093295